# En Italie, il n'y a que des vrais hommes
 En Italie, il n'y a que des vrais hommes  (italien : In Italia sono tutti maschi) est un roman graphique italien écrit par Luca de Santis et illustré par Sara Colaone. Il a été publié par Kappa Edizioni en septembre 2008. En 2009 il a reçu le Prix Micheluzzi de la meilleure bande dessinée au Comicon de Naples. L’album est considéré comme l'un des meilleurs exemples de romans graphiques italiens traitant de thèmes historiques. L'ouvrage a été réédité en 2019 sous le titre  Au pays des vrais hommes 

## Synopsis
L’album raconte l'internement d’homosexuels italiens au cours de la période fasciste et, plus précisément, de la dernière année d'exil d'un groupe d'hommes sur l'île de San Domino dans l'archipel de Tremiti entre 1939 et 1940. L'histoire du personnage Antonio Angelicola appelé « Ninella » et de son internement est mise en parallèle avec celle du jeune cinéaste documentaire Rocco vers la fin des années 1980. Les événements et les personnages présentés dans le livre sont tirés d'histoires vraies et de personnes qui ont vraiment existé. Pour écrire le récit, l’auteur s’est notamment inspiré de la vie de Giuseppe B., dit « Peppinella ». Ce dernier a également été interviewé sous son vrai nom dans la docu-fiction de Gabriella Romano, « Remember ».

## Distinctions et diffusion internationale
En 2009 l’album a remporté le Prix Micheluzzi au Comicon de Naples dans la catégorie « Meilleure bande dessinée de l'année ». 

L’album a été traduit et diffusé dans de nombreux pays d’Europe :
- En français sous le titre « En Italie il n'y a que vrais hommes » (Ed.Dargaud), puis réédité en 2019 sous le titre « Au pays des vrais hommes » (Ed. Ici Même)
- En Allemand sous le titre « Insel der Männer », (Schreiber und Leser Ed.)
- En polonais sous le titre « We Włoszech wszyscy są mężczyznami », (Centrala Edizioni)
- En espagnol sous le titre « En Italia son todos machos », (Norma Editorial)